# Raga rock
Genres dérivés
Rock indien, rock psychédélique, acid rock, pop psychédélique
Le raga rock est un genre de musique rock et pop très inspiré de la musique indienne, de laquelle il tire la construction, le timbre, ou l'instrumentation, comme la sitar et le tabla. Le raga rock n'est normalement pas considéré comme un genre spécifique de musique, mais plus comme un aspect généralement de chansons rock significativement inspirées de musique traditionnelle indienne.

## Histoire
Le râga est un cadre mélodique utilisé dans la musique traditionnelle sud-asiatique. Ainsi, toute chanson rock caractérisée par des éléments évidents de musique indienne peut être considérée comme « raga rock » même si le terme est fréquemment utilisé pour décrire une forme musicale indienne plus spécifique. L'avènement du raga rock est souvent daté en juillet 1965 avec la publication de See My Friends, un single musical classé au top 10 du groupe britannique Kinks, bien que le titre Heart Full of Soul des Yardbirds, paru quelques mois plus tôt, se caractérise par des riffs de type sitar joués par le guitariste Jeff Beck,. Le single des Byrds intitulé Eight Miles High publié en mars 1966, et sa face B, Why (en), inspirent également le développement de ce sous-genre musical. En effet, le terme « raga rock » est utilisé par le publicitaire des Byrds pour décrire le single ; il est également utilisé pour la première fois dans la presse écrite par Sally Kempton dans sa critique de Eight Miles High pour The Village Voice,. Cependant, dans son interview pour Pop Chronicles en 1968, Roger McGuinn, membre des Byrds, refuse de catégoriser le titre Eight Miles High de raga rock. The Paul Butterfield Blues Band développe le concept de la musique rock inspirée de la musique indienne avec un titre instrumental de 13 minutes intitulé East-West, qui deviendra le principal titre de leur album homonyme publié en 1966.
La chanson Norwegian Wood (This Bird Has Flown) des Beatles, d'abord listée dans leur album Rubber Soul en 1965, est la première chanson pop occidentale incorporant des sonorités de sitar (joués par George Harrison),. L'intérêt de Harrison pour la musique indienne popularise le genre au milieu des années 1960 avec des chansons comme Love You To et Tomorrow Never Knows (Revolver, 1966),, Within You Without You (Sgt. Pepper's Lonely Hearts Club Band, 1967) et The Inner Light (publié en 1968 comme face B du single Lady Madonna).
Au début des années 1970, le groupe britannique de rock progressif Quintessence commence à mêler des éléments de musique traditionnelle indienne et rock et jazz. Plus tard dans la décennie, le guitariste John McLaughlin et son groupe Shakti intronise une version jazz de raga rock dans trois de leurs albums.
Dans les années 1990, le groupe britannique de rock indépendant Cornershop commence à assimiler des instruments de type asiatique comme la sitar et le dholak à leur musique, comme ils le démontrent dans leur album When I Was Born for the 7th Time (1997). L'album, qui mêle musique indienne, rock, funk, hip-hop et musique country, liste un single classé numéro un des classements musicaux Brimful of Asha, et une reprise de la chanson Norwegian Wood (This Bird Has Flown) des Beatles entièrement chantée en punjabi,. En 1996, le groupe britannique de rock Kula Shaker, atteint le top 10 avec des hits raga rock comme Tattva et Govinda.